# Aerotechnik

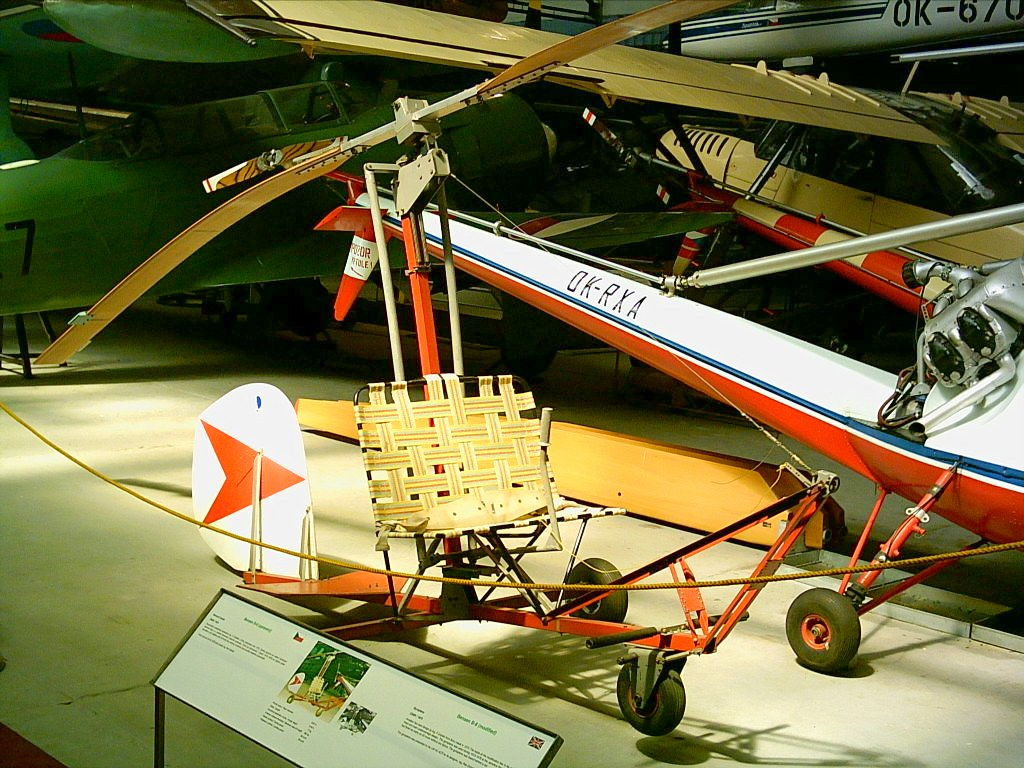
Gyroplane A-70, une des premières réalisations d'Aerotechnik

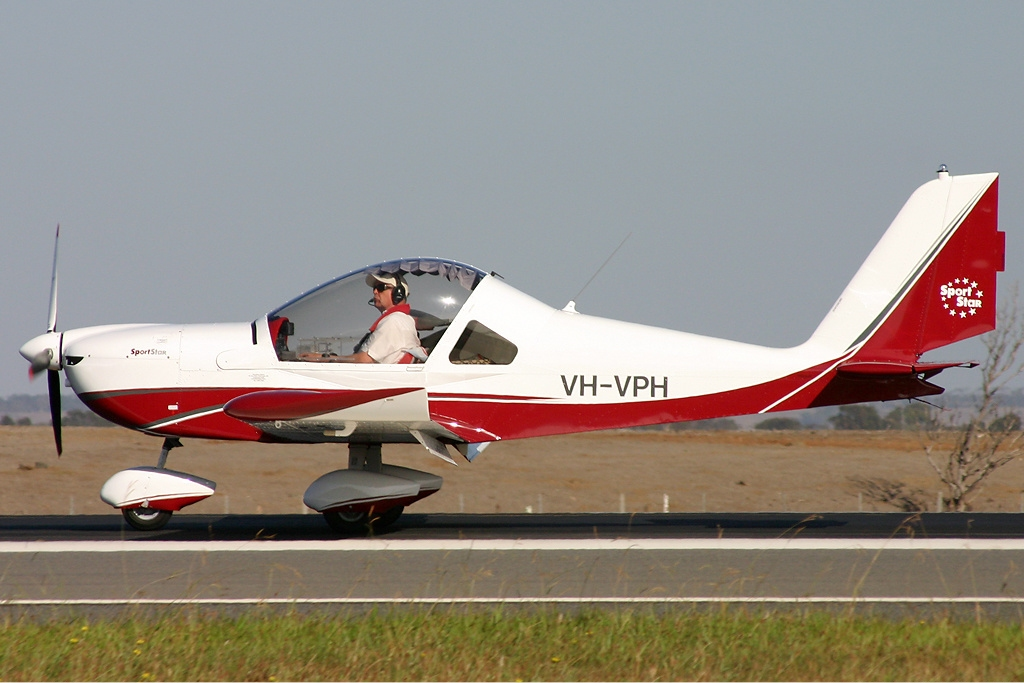
Sportstar de Evektor-Aerotechnik

Aerotechnik est une entreprise de construction aéronautique tchèque fondée en 1970 à Kunovice et qui a fusionné avec la firme Evektor en 1999 pour former Evektor – Aerotechnik.

## Historique
Aerotechnik a été créée en 1er janvier 1970 pour développer et produire des aéronefs légers. Une de ses premières réalisations fut le gyroplane A-70, proposé en version mono- ou biplace. À partir de 1972, Aerotechnik a également développé une activité de maintenance et de reconditionnement d’avions légers pour l’aviation légère (station service Zlin, refonte  des L-60 Brygadýr). Le développement du motoplaneur L-13 Vivat fut lancé quelques mois plus tard et quelque 200 exemplaires furent vendus, et exportés vers de nombreux pays.
En 1996 débuta la production sous licence du Pottier P-220S Koala, dont 35 exemplaires montés et 7 kits furent vendus sous la désignation Aerotechnik P-220UL Koala. Cet appareil servit de base au développement de l’Eurostar, devenu Evektor EV-97 Eurostar avec la fusion d’Aerotechnik et d’Evektor en 1999.